# Depressió dels Grans Llacs

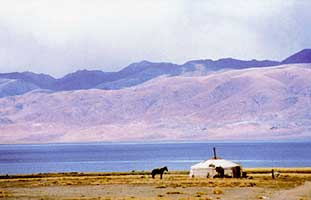
Llac Uvs Nuur, el més gran de la conca dels Grans Llacs i el llac més gran de Mongòlia.

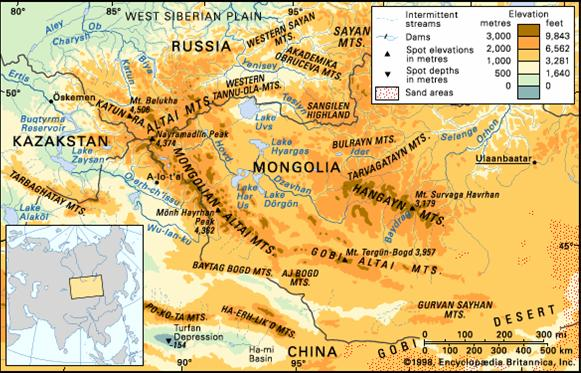
Mapa de la regió dels Grans Llacs de Mongòlia.

La depressió dels Grans Llacs (en mongol Их нууруудын хотгор, Ikh Nuuruudyn Khotgor) és un gran depressió tectònica semiàrida de Mongòlia que comprèn parts dels aimags d'Uvs, Hovd, Zavhan i Govi-altai. Algunes petites parts del nord de la depressió pertanyen a Rússia.
Està limitada pel massís de l'Altai (oest), les khangai (est) i les muntanyes Tannu-Ola (nord). Té una longitud, de nord a sud, de 500 km i, d'est a oest, de 400 km. Té una àrea de més de 100.000 km², i elevacions que van des dels 758 m fins als 2.000 m. A la part nord de la conca hi ha una petita serralada, Khan Huhiyn-Nuruu, que separa la conca del llac Uvs Nuur de la resta de la conca.
La depressió s'anomena així perquè conté sis grans llacs de Mongòlia -Uvs Nuur (salí), Khar-us Nuur (aigua dolça), Khyargas Nuur (salí), Khar Nuur (aigua dolça), Airag Nuur (aigua dolça) i Dörgön Nuur (salí)- així com una sèrie d'altres llacs més petits. També inclou solonchaks i grans zones de sorra, amb una superfície total de més de 14.000 km². Les zones del nord estan dominades per les estepes àrides i les parts meridionals són semideserts i deserts. Els principals rius són el Khovd Gol, el Zavkhan Gol i el Tesiin Gol.
La depressió és una de les principals conques d'aigua dolça de Mongòlia i conté importants aiguamolls de l'Àsia central. Els aiguamolls es basen en un sistema interconnectat de llacs poc profunds amb grans cinturons de canyissars dins d'un ambient generalment de desert d'estepa. Els aiguamolls sustenten una sèrie d'aus migratòries rares i en perill d'extinció: el becplaner (Platalea leucorodia), la cigonya negra (Ciconia nigra), l'àguila peixatera (Pandion haliaetus), l'àguila marina (Haliaeetus albicilla), l'oca cigne (Cygnopsis cygnoides) i l'oca índia (Anser indicus). Només uns quants exemplars de pelicà blanc (Pelecanus onocrotalus) romanen a la conca dels Grans Llacs a Mongòlia: nien a les conques dels rius i llacs que tenen abundància de peixos i vegetació.